# متعددة حدود دويرانية
في الرياضيات، المعادلة الدُوَيْرَانِيَّة أو متعددة الحدود الدُوَيْرَانِيَّة أو كثير الحدود الدُوَيْرَانِي من الدرجة n لأي عدد صحيح موجب n، هي متعددة الحدود غير قابل للاختزال الوحيد ذات معاملات صحيحة التي هي قاسمة لـ {\displaystyle x^{n}-1} وليست قاسمة لـ {\displaystyle x^{k}-1} لأي k < n. جذوره كلها جذور الوحدة البدائية {\displaystyle e^{2i\pi {\frac {k}{n}}}}، حيث k أعداد صحيحة الموجبة أقل من n، و k وn أوليان فيما بينهما (و i هي الوحدة التخيلية). وبعبارة أخرى فإن متعددة الحدود الدويرانية من الدرجة n تساوي
{\displaystyle \Phi _{n}(x)=\prod _{\stackrel {1\leq k\leq n}{\gcd(k,n)=1}}\left(x-e^{2i\pi {\frac {k}{n}}}\right).}
يمكن تعريفها أيضًا على أنها متعددة الحدود واحدية المدخل ذات معاملات صحيحة وهي متعددة الحدود الدنيا على حقل الأعداد المُنْطقة لأي جذر الوحدة من الدرجة n البدائية ({\displaystyle e^{2i\pi /n}} مثال على هذا الجذر).
هناك علاقة مهمة تربط بين كثيرات الحدود الدويرانية وجذور الوحدة البدائية
{\displaystyle \prod _{d\mid n}\Phi _{d}(x)=x^{n}-1,}
يوضح أن x هو جذر {\displaystyle x^{n}-1} إذا وفقط إذا كانت عبارة عن جذر الوحدة البدائي من الدرجة d لبعض د الذي يقسم ن.

## أمثلة
إذا كان n عددًا أوليًا، فإن
{\displaystyle \Phi _{n}(x)=1+x+x^{2}+\cdots +x^{n-1}=\sum _{k=0}^{n-1}x^{k}.}
إذا كان n = 2 p حيث p هو عدد أولي فردي، فإن
{\displaystyle \Phi _{2p}(x)=1-x+x^{2}-\cdots +x^{p-1}=\sum _{k=0}^{p-1}(-x)^{k}.}
بالنسبة من n حتى 30، تكون كثيرات الحدود الدويرانية:
{\displaystyle {\begin{aligned}\Phi _{1}(x)&=x-1\\\Phi _{2}(x)&=x+1\\\Phi _{3}(x)&=x^{2}+x+1\\\Phi _{4}(x)&=x^{2}+1\\\Phi _{5}(x)&=x^{4}+x^{3}+x^{2}+x+1\\\Phi _{6}(x)&=x^{2}-x+1\\\Phi _{7}(x)&=x^{6}+x^{5}+x^{4}+x^{3}+x^{2}+x+1\\\Phi _{8}(x)&=x^{4}+1\\\Phi _{9}(x)&=x^{6}+x^{3}+1\\\Phi _{10}(x)&=x^{4}-x^{3}+x^{2}-x+1\\\Phi _{11}(x)&=x^{10}+x^{9}+x^{8}+x^{7}+x^{6}+x^{5}+x^{4}+x^{3}+x^{2}+x+1\\\Phi _{12}(x)&=x^{4}-x^{2}+1\\\Phi _{13}(x)&=x^{12}+x^{11}+x^{10}+x^{9}+x^{8}+x^{7}+x^{6}+x^{5}+x^{4}+x^{3}+x^{2}+x+1\\\Phi _{14}(x)&=x^{6}-x^{5}+x^{4}-x^{3}+x^{2}-x+1\\\Phi _{15}(x)&=x^{8}-x^{7}+x^{5}-x^{4}+x^{3}-x+1\\\Phi _{16}(x)&=x^{8}+1\\\Phi _{17}(x)&=x^{16}+x^{15}+x^{14}+x^{13}+x^{12}+x^{11}+x^{10}+x^{9}+x^{8}+x^{7}+x^{6}+x^{5}+x^{4}+x^{3}+x^{2}+x+1\\\Phi _{18}(x)&=x^{6}-x^{3}+1\\\Phi _{19}(x)&=x^{18}+x^{17}+x^{16}+x^{15}+x^{14}+x^{13}+x^{12}+x^{11}+x^{10}+x^{9}+x^{8}+x^{7}+x^{6}+x^{5}+x^{4}+x^{3}+x^{2}+x+1\\\Phi _{20}(x)&=x^{8}-x^{6}+x^{4}-x^{2}+1\\\Phi _{21}(x)&=x^{12}-x^{11}+x^{9}-x^{8}+x^{6}-x^{4}+x^{3}-x+1\\\Phi _{22}(x)&=x^{10}-x^{9}+x^{8}-x^{7}+x^{6}-x^{5}+x^{4}-x^{3}+x^{2}-x+1\\\Phi _{23}(x)&=x^{22}+x^{21}+x^{20}+x^{19}+x^{18}+x^{17}+x^{16}+x^{15}+x^{14}+x^{13}+x^{12}\\&\qquad \quad +x^{11}+x^{10}+x^{9}+x^{8}+x^{7}+x^{6}+x^{5}+x^{4}+x^{3}+x^{2}+x+1\\\Phi _{24}(x)&=x^{8}-x^{4}+1\\\Phi _{25}(x)&=x^{20}+x^{15}+x^{10}+x^{5}+1\\\Phi _{26}(x)&=x^{12}-x^{11}+x^{10}-x^{9}+x^{8}-x^{7}+x^{6}-x^{5}+x^{4}-x^{3}+x^{2}-x+1\\\Phi _{27}(x)&=x^{18}+x^{9}+1\\\Phi _{28}(x)&=x^{12}-x^{10}+x^{8}-x^{6}+x^{4}-x^{2}+1\\\Phi _{29}(x)&=x^{28}+x^{27}+x^{26}+x^{25}+x^{24}+x^{23}+x^{22}+x^{21}+x^{20}+x^{19}+x^{18}+x^{17}+x^{16}+x^{15}\\&\qquad \quad +x^{14}+x^{13}+x^{12}+x^{11}+x^{10}+x^{9}+x^{8}+x^{7}+x^{6}+x^{5}+x^{4}+x^{3}+x^{2}+x+1\\\Phi _{30}(x)&=x^{8}+x^{7}-x^{5}-x^{4}-x^{3}+x+1.\end{aligned}}}
حالة متعددة الحدود الدويرانية من الدرجة 105 مثيرة للاهتمام لأن 105 هي أقل عدد صحيح موجب الذي هو حاصل ضرب ثلاثة أعداد أولية فردية متمايزة (3 * 5 * 7) وهذه كثيرة الحدود هي الأولى التي لها معامل غير 1 ، 0 ، أو −1:
{\displaystyle {\begin{aligned}\Phi _{105}(x)&=x^{48}+x^{47}+x^{46}-x^{43}-x^{42}-2x^{41}-x^{40}-x^{39}+x^{36}+x^{35}+x^{34}+x^{33}+x^{32}+x^{31}-x^{28}-x^{26}\\&\qquad \quad -x^{24}-x^{22}-x^{20}+x^{17}+x^{16}+x^{15}+x^{14}+x^{13}+x^{12}-x^{9}-x^{8}-2x^{7}-x^{6}-x^{5}+x^{2}+x+1.\end{aligned}}}